# خوان بيديفييا
خوان بيديفييا (بالإسبانية: Juan Pedevilla)‏ (6 يونيو 1909 - تاريخ الوفاة غير معلوم) لاعب كرة قدم أرجنتيني راحل كان يجيد اللعب في خط الدفاع.
لعب طوال مسيرته الرياضية في نادي أتلتيكو إستوديانتيل بورتينيو.
شارك مع منتخب الأرجنتين في بطولة كأس العالم 1934 في إيطاليا حيث خرج من الدور الثمن النهائي.

## وصلات خارجية
- خوان بيديفييا على موقع الاتحاد الدولي (مؤرشف)  (الإنجليزية)
- خوان بيديفييا على موقع قاعدة بيانات كرة القدم.إي يو (الإنجليزية)
- خوان بيديفييا على موقع ناشيونال فوتبول تيمز (الإنجليزية)
- خوان بيديفييا على موقع Soccerway.com (الإنجليزية)
- خوان بيديفييا على موقع عالم كرة القدم.نت (الإنجليزية)
- هذا سيرة ذاتية